# Cybister sugillatus
Cybister sugillatus är en skalbaggsart som beskrevs av Wilhelm Ferdinand Erichson 1834. Cybister sugillatus ingår i släktet Cybister och familjen dykare. Inga underarter finns listade i Catalogue of Life.